# Elsa Barraine
Elsa Barraine (ur. 13 lutego 1910 w Paryżu, zm. 20 marca 1999 w Strasburgu) – francuska kompozytorka.

## Życiorys
Jej ojciec był wiolonczelistą, a matka – śpiewaczką. Studiowała w paryskim konserwatorium u Paula Dukasa i Paula Vidala. Wstąpiła do Francuskiej Partii Komunistycznej w 1938 roku, po zawarciu układu monachijskiego.
Pracowała jako profesor w paryskim konserwatorium. Była ministerialną inspektorką teatrów w latach 1972–1974. W latach 80. XX wieku zaczęła się uczyć języka języka chińskiego i rosyjskiego, podróżowała do Chin oraz Związku Socjalistycznych Republik Radzieckich.

## Nagrody
- Prix de Rome (1929)[1]

## Twórczość
Komponowała muzykę orkiestrową, pieśni na głos i fortepian, kantaty, muzykę filmową, radiową, teatralną, napisała także operę komiczną. Wybrane dzieła:
- Trois esquisses, poemat symfoniczny (1931)[1]
- I symfonia (1931)[1]
- Hommage à Paul Dukas na fortepian (1936)[3]
- II symfonia (1938)[1]
- III symfonia (1947)[1]
- Suite astrologique na małą orkiestrę[2] (1947)[1]
- La Chanson du mal aimé, balet (1950)[1]
- Les cinq plaies, balet (1953)[1]
- Fantaisie pour clavecin ou piano (1961)[3]